# Aphaenogaster graeca
Aphaenogaster graeca é uma espécie de inseto do gênero Aphaenogaster, pertencente à família Formicidae.